# 3e conseil des ministres du Canada

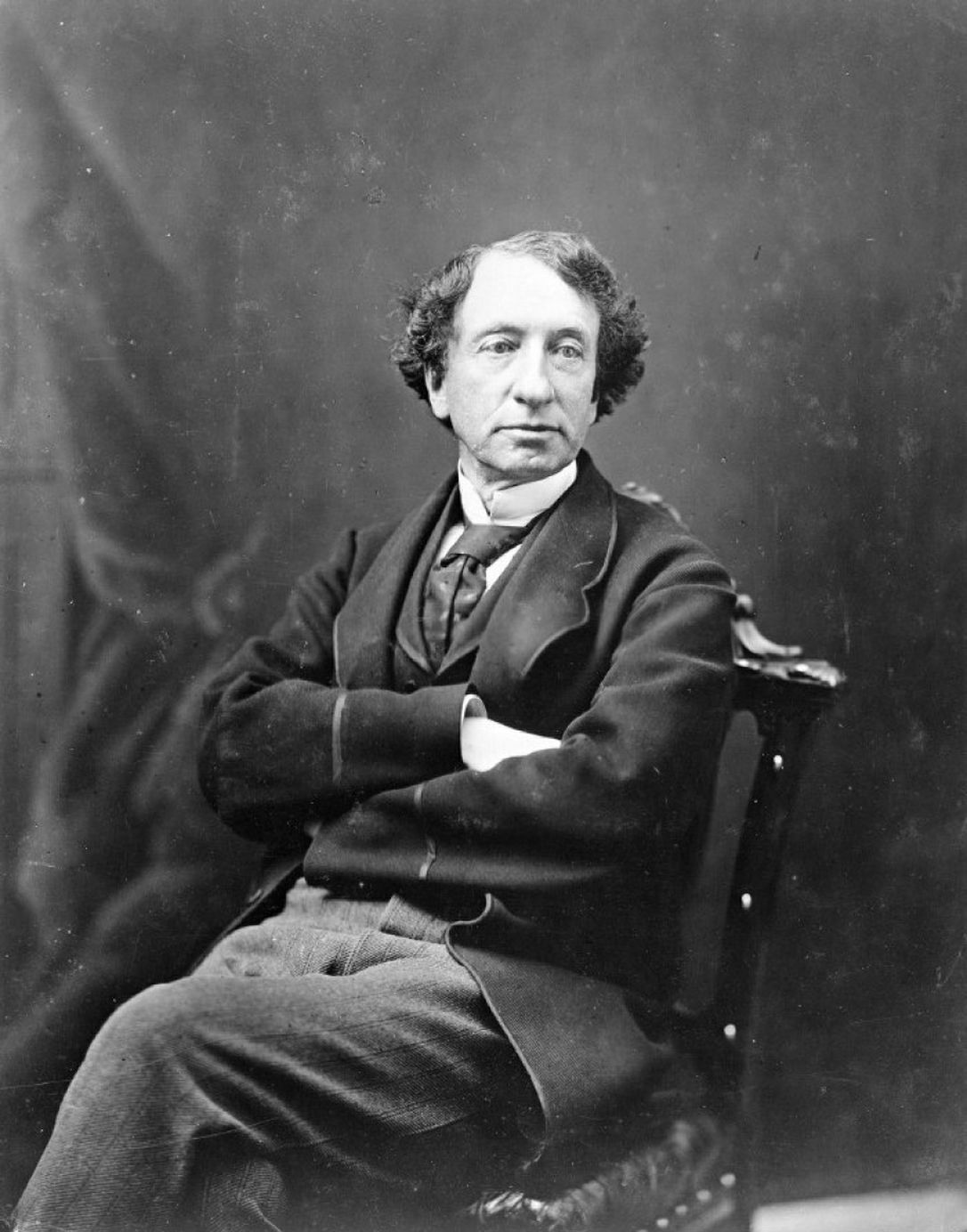
Sir John Alexander Macdonald, premier ministre du Canada de 1878 à 1891.

Le 3e conseil des ministres du Canada fut formé du cabinet durant le gouvernement de John A. Macdonald. Ce conseil fut en place du 17 octobre 1878 au 6 juin 1891, soit durant la 4e, 5e et la 6e législature, ainsi que pendant les trois premières années de la 7e législature. Ce gouvernement fut dirigé par le Parti libéral-conservateur du Canada.

## Conseils des ministres et membre du cabinet
- Premier ministre du Canada

1. 1878-1891 John Alexander Macdonald

- Surintendant général des Affaires indiennes

1. 1878-1887 John Alexander Macdonald
2. 1887-1888 Thomas White
3. 1888-1888 Vacant
4. 1888-1888 John Alexander Macdonald (Intérim)
5. 1888-1891 Edgar Dewdney

- Ministre de l'Agriculture

1. 1878-1885 John Henry Pope
2. 1885-1891 John Carling

- Ministre des Chemins de fer et Canaux

1. 1879-1884 Charles Hibbert Tupper
2. 1884-1885 John Henry Pope (Intérim)
3. 1885-1889 John Henry Pope
4. 1889-1889 Vacant
5. 1889-1889 John Alexander Macdonald (Intérim)
6. 1889-1891 John Alexander Macdonald

- Président du Conseil privé

1. 1878-1880 John Joseph O'Connor
2. 1880-1880 Louis François Rodrigue Masson
3. 1880-1880 Vacant
4. 1880-1881 Joseph-Alfred Mousseau
5. 1881-1882 Archibald Woodbury McLelan
6. 1882-1883 Vacant
7. 1883-1889 John Alexander Macdonald
8. 1889-1891 Charles Carroll Colby
9. 1891-1891 Vacant

- Ministre des Douanes

1. 1878-1878 Vacant
2. 1878-1891 Mackenzie Bowell

- Ministre des Finances

1. 1878-1879 Samuel Leonard Tilley

- Ministre des Finances et Receveur général

1. 1879-1885 Samuel Leonard Tilley
2. 1885-1885 Vacant
3. 1885-1887 Archibald Woodbury McLelan
4. 1887-1888 Charles Tupper
5. 1888-1888 Vacant
6. 1888-1891 George Eulas Foster

- Ministre de l'Intérieur

1. 1878-1883 John Alexander Macdonald
2. 1883-1885 David Lewis Macpherson (Sénateur)
3. 1885-1888 Thomas White
4. 1888-1888 Vacant
5. 1888-1888 John Alexander Macdonald (Intérim)
6. 1888-1891 Edgar Dewdney

- Ministre de la Justice et procureur général du Canada

1. 1878-1881 James McDonald
2. 1881-1885 Alexander Campbell (Sénateur)
3. 1885-1885 Vacant
4. 1885-1891 John Sparrow David Thompson

- Ministre de la Marine et des Pêcheries

1. 1878-1878 Vacant
2. 1878-1882 James Colledge Pope
3. 1882-1885 Archibald Woodbury McLelan
4. 1885-1888 George Eulas Foster
5. 1888-1888 Vacant
6. 1888-1891 Charles Hibbert Tupper

- Ministre de la Milice et de la Défense

1. 1878-1878 Vacant
2. 1878-1880 Louis François Rodrigue Masson
3. 1880-1880 Alexander Campbell (Intérim)
4. 1880-1891 Philippe-Adolphe Caron

- Ministre des Postes

1. 1878-1878 Vacant
2. 1878-1879 Hector Louis Langevin
3. 1879-1880 Alexander Campbell (Sénateur)
4. 1880-1880 John Joseph O'Connor
5. 1880-1881 Alexander Campbell (Sénateur)
6. 1881-1882 John Joseph O'Connor
7. 1882-1885 John Carling
8. 1885-1887 Alexander Campbell (Sénateur)
9. 1887-1888 Archibald Woodbury McLean
10. 1888-1888 Vacant
11. 1888-1888 John Carling (Intérim)
12. 1888-1891 John Graham Haggart

- Ministre sans portefeuille

1. 1878-1880 Robert Duncan Wilmot (Sénateur)
2. 1880-1883 David Lewis Macpherson (Sénateur)
3. 1882-1891 Frank Smith (Sénateur)
4. 1887-1891 John Joseph Caldwell Abbott (Sénateur)

- Receveur général

1. 1878-1878 Vacant
2. 1878-1879 Alexander Campbell (Sénateur)

- Ministre du Revenu intérieur

1. 1878-1878 Vacant
2. 1878-1880 Louis François Georges Baby
3. 1880-1880 Vacant
4. 1880-1882 James Cox Aikins (Sénateur)
5. 1882-1891 John Costigan

- Secrétaire d'État du Canada

1. 1878-1878 Vacant
2. 1878-1880 James Cox Aikins (Sénateur)
3. 1880-1881 John Joseph O'Connor
4. 1881-1882 Joseph-Alfred Mousseau
5. 1882-1891 Joseph-Adolphe Chapleau

- Ministre des Travaux publics

1. 1878-1879 Charles Hibbert Tupper
2. 1879-1891 Hector Louis Langevin